# Dolné Semerovce
Dolné Semerovce – wieś (obec) na Słowacji położona w kraju nitrzańskim, w powiecie Levice. Pierwsze wzmianki o miejscowości pochodzą z roku 1268. 
Według danych z dnia 31 grudnia 2012, wieś zamieszkiwało 540 osób, w tym 283 kobiety i 257 mężczyzn.
W 2001 roku rozkład populacji względem narodowości i przynależności etnicznej wyglądał następująco:
- Słowacy – 18,64%
- Czesi – 0,2%
- Romowie – 20,24%
- Węgrzy – 59,32%

Ze względu na wyznawaną religię struktura mieszkańców kształtowała się w 2001 roku następująco:
- Katolicy rzymscy – 94,99%
- Ewangelicy – 1,2%
- Ateiści – 2%
- Nie podano – 1,8%